# Sapois (Vosges)
Sapois ([saˈpwa] ) ist ein Dorf und eine Gemeinde mit 629 Einwohnern (Stand: 1. Januar 2022) im französischen Département Vosges in der Region Grand Est. Die Gemeinde gehört zum Arrondissement Épinal (bis 2024 Saint-Dié-des-Vosges) und ist Mitglied im Gemeindeverband Communauté de communes des Hautes Vosges. Die Bewohner werden Sapoisiens und Sapoisiennes genannt.

## Geografie

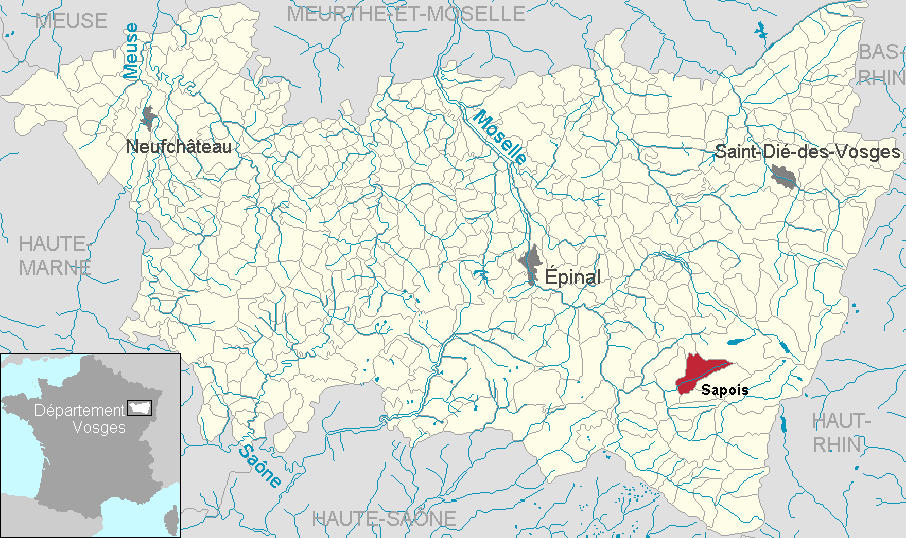
Lage der Gemeinde Sapois
im Département Vosges

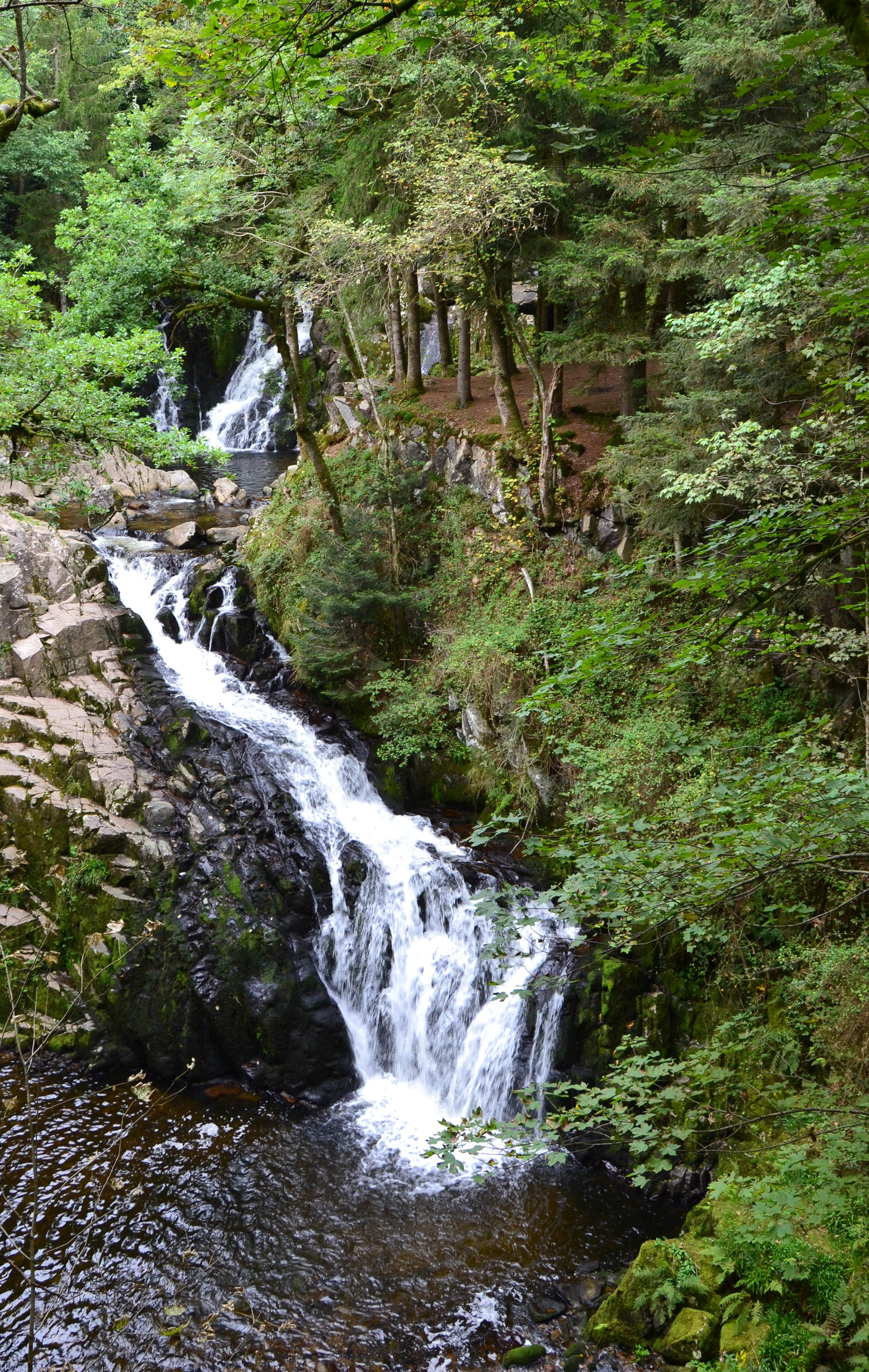
Kaskade des Bouchot

Die Gemeinde Sapois liegt in den Vogesen zwischen den Städten Remiremont und Gérardmer, großräumiger gesehen zwischen Épinal und Mülhausen im Südosten Lothringens.
Das 16,89 km² umfassende Gemeindegebiet von Sapois umfasst das Einzugsgebiet des Menaurupt, einem Nebenfluss des Bouchot, der über die Moselotte zur Mosel entwässert. Dazu gehört der von einem Gletscher geformte Talbereich des Menaurupt, das Hochtal des Bergbaches Ruisseau de Fouchon und die nach Norden und Süden ausgreifenden Anteile am Bergland beiderseits des Menaurupt. Im Süden begrenzt ein sechs Kilometer langer, steil aufragender, aber nur 500 bis 1000 Meter breiter Bergrücken das Gemeindeareal vom Tal des Bouchot, im Nordosten wird mit 1005 Metern über dem Meer der höchste Punkt der Gemeinde erreicht. Nahe der Menaurupt-Quelle erfolgt der Übergang über den Sattel Col de Sapois (835 m) zum Tal des Ruisseau du Pheny, der weiter zum Lac de Gérardmer führt.
Zwei Drittel der Gemeinde sind mit Wäldern bedeckt, der größte zusammenhängende Forst ist der Forêt de l’Urson im Nordosten.
Das Menaurupttal ist durch eine sehr aufgelockerte Bebauung gekennzeichnet. Nur im Bereich des Kernortes und des 600 Meter hoch gelegenen Ortsteils Menaurupt ist die Siedlungsdichte etwas höher. Aus klimatischen Gründen gibt es im Talbereich keinen nennenswerten Ackerbau, es dominieren stattdessen Wiesen- und Weidegebiete.
Neben dem Ortsteil Menaurupt gehört auch Le Haut du Tôt zur Gemeinde, ein 800 Meter hoch gelegener Weiler mit der 1832 erbauten, höchstgelegenen Kirche der Vogesen.
Nachbargemeinden von Rochesson sind Le Tholy im Norden, Gérardmer im Nordosten, Rochesson im Osten, Gerbamont im Süden sowie Vagney im Westen.

## Geschichte
Das Gebiet zwischen Vagney und Gérardmer wurde durch Rodungen ab dem 7. Jahrhundert langsam besiedelt. Dabei spielten wie im gesamten Vogesenraum Mönche und Klostergründungen eine zentrale Rolle. Sapois war Teil des großflächigen Ban de Vagney, zu dem auch die heute selbständigen Gemeinden Vagney, Gerbamont, Basse-sur-le-Rupt, Saint-Amé und Saulxures zählten. Der Ban de Vagney war je zur Hälfte den Herzögen von Lothringen und dem Kapitel von Remiremont unterstellt.
Die Gemeinde Sapois entstand aus einem Unter- und Oberdorf (le Haut-Sapois; le Bas-Sapois), die allmählich zusammenwuchsen. Bis 1793 hatte der Ort noch die Schreibweise Sappois.
1840 entstand das Bürgermeistergebäude mit Schule in Sapois (Mairie-école). 1861 wurde im Ortsteil Menaurupt eine Schule eingeweiht, sechs Jahre später im hochgelegenen Le Haut du Tôt. In letzterer wurde der Schulbetrieb 1990 eingestellt. Le Haut du Tôt war 1944 Schauplatz heftiger Kämpfe zur Befreiung der Stadt Gérardmer.

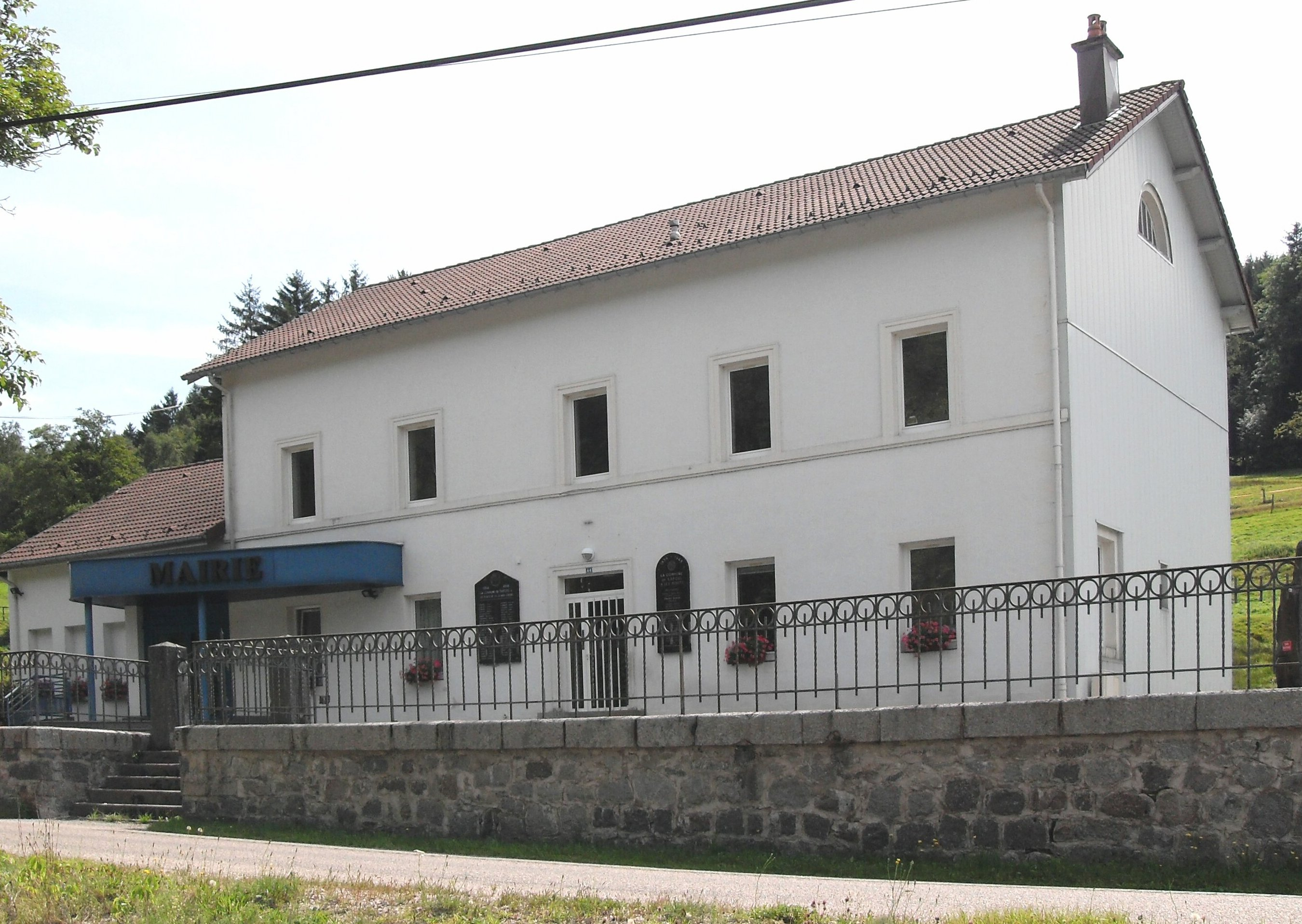
Mairie (Gemeindeverwaltung)

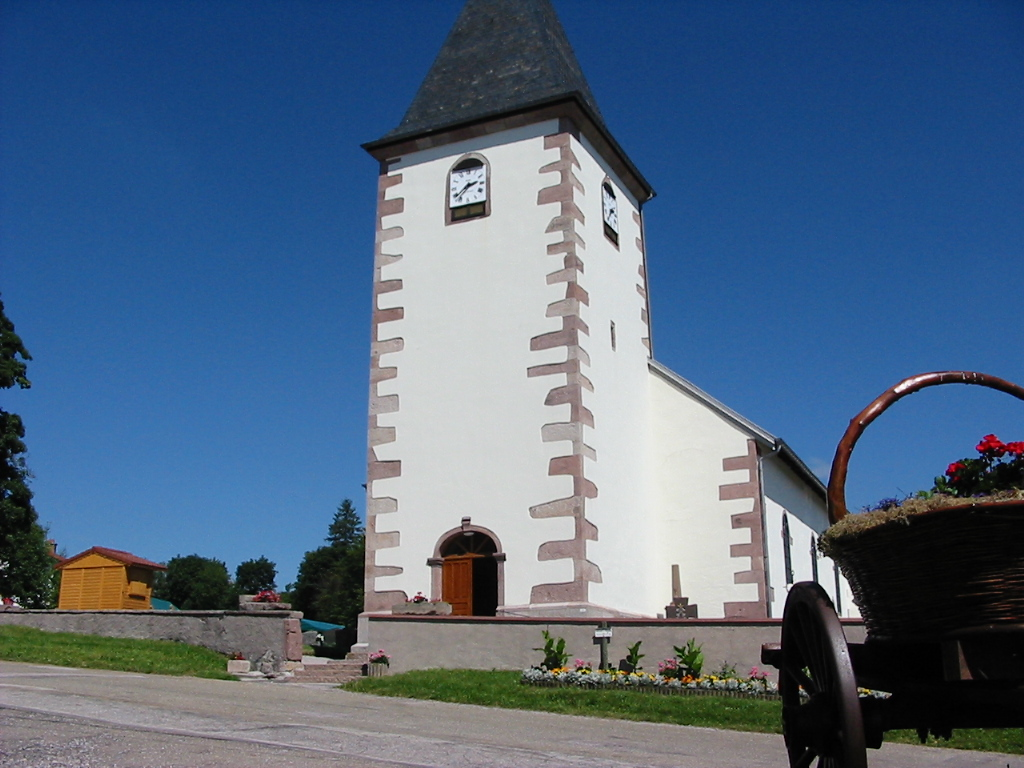
Le Haut du Tôt mit der höchstgelegenen Kirche (Saint-Étienne) in den Vogesen

Im Kernort Sapois und im gesamten Menaurupttal gibt es keine Kirche. Für die Seelsorge ist die Kirche im benachbarten Vagney zuständig.

### Bevölkerungsentwicklung
| Jahr      | 1962 | 1968 | 1975 | 1982 | 1990 | 1999 | 2006 | 2015 | 2022 |
| --------- | ---- | ---- | ---- | ---- | ---- | ---- | ---- | ---- | ---- |
| Einwohner | 516  | 552  | 616  | 664  | 664  | 624  | 665  | 649  | 629  |

Im Jahr 1841 wurde mit 1010 Bewohnern die bisher höchste Einwohnerzahl ermittelt. Die Zahlen basieren auf den Daten von cassini.ehess und INSEE.

## Sehenswürdigkeiten
- Kirche Saint-Étienne (Le Haut du Tot) – höchstgelegene Kirche in den Vogesen
- Panorama von der Tête de la Neuve-Roche (970 m)

## Wirtschaft und Infrastruktur
In Sapois sind kleinere Handwerks-, Handels- und Baubetriebe ansässig. In der Gemeinde gibt es darüber hinaus neun Landwirtschaftsbetriebe (Gewürzpflanzenanbau, Milchwirtschaft, Rinder- und Geflügelzucht). Ein Teil der Bewohner pendelt in die nahegelegenen Industrieorte. In den letzten Jahren sind die touristischen Angebote in Sapois erweitert worden. Im Ortsteil Le Haut du Tôt gibt es einen Skilift.
Durch Sapois führt die Straße Departementsstraße D 23 von Vagney kommend das Menaurupttal aufwärts nach Gérardmer. Der 18 Kilometer westlich von Sapois gelegene Bahnhof in Remiremont liegt an der Bahnstrecke Épinal–Bussang.

## Belege
1. ↑  Ortsname auf cassini.ehess.fr
2. ↑  Sapois auf vosges-archives.com (Memento des Originals vom 25. November 2015 im Internet Archive)  Info: Der Archivlink wurde automatisch eingesetzt und noch nicht geprüft. Bitte prüfe Original- und Archivlink gemäß Anleitung und entferne dann diesen Hinweis. (französisch)
3. ↑  Sapois auf cassini.ehess
4. ↑  Sapois auf INSEE
5. ↑  Landwirtschaftsbetriebe auf annuaire-mairie.fr (französisch)